# Panteão dos Patriarcas de Lisboa
O Panteão dos Patriarcas de Lisboa é o local onde se encontram sepultados a maioria dos cardeais-patriarcas de Lisboa. Localizado no Mosteiro de São Vicente de Fora, na atual freguesia lisboeta de São Vicente, o panteão é uma sala de relativa simplicidade edificada apenas no século XX. A sala possui um formato retangular, não tem azulejos e possui um simples altar de pedra. Um dos topos possui uma cruz e a entrada da sala é feita por uma das laterais. A ideia e consequente edificação tomou corpo desde finais do século XIX mas foi apenas durante o Estado Novo que o atual espaço foi concedido ao Patriarcado de Lisboa. Concluído em 1954, é em finais de 1955 que os corpos são trasladados para aquele espaço e desde então é o espaço de eleição reservado para serem colocados os corpos dos futuros cardeais-patriarcas defuntos. Anteriormente as urnas estavam na sacristia da igreja, sob os arcazes. 

## Ocupação anterior
Antes de possuir a função atual, a sala onde se localiza o Panteão dos Patriarcas de Lisboa serviu de Sala do Capítulo, um dos espaços mais emblemáticos do Mosteiro de São Vicente de Fora, reservado para as reuniões solenes do Mosteiro, feitas pelos cónegos de Santo Agostinho. Encontrava-se nessa altura coberta de azulejos e possuía um cadeiral para as reuniões dos cónegos. Serviu posteriormente de depósito de papel do exército até ter ficado sem nenhum tipo de propósito e sido cedida para a sua função atual.

## Panteão dos Patriarcas de Lisboa
| Retrato | Cardeal-Patriarca                      | Vida      | Episcopado | Túmulo |
| ------- | -------------------------------------- | --------- | ---------- | ------ |
|         | D. Carlos da Cunha e Meneses           | 1759–1825 | 1819–1825  |        |
|         | D. Patrício da Silva                   | 1756–1840 | 1826–1840  |        |
|         | D. Francisco de São Luís Saraiva       | 1766–1845 | 1840–1845  |        |
|         | D. Guilherme Henriques de Carvalho     | 1793–1857 | 1845–1857  |        |
|         | D. Manuel Bento Rodrigues da Silva     | 1800–1869 | 1858–1869  |        |
|         | D. Inácio do Nascimento Morais Cardoso | 1811–1883 | 1871–1883  |        |
|         | D. José Sebastião de Almeida Neto      | 1841–1920 | 1883–1907  |        |
|         | D. António Mendes Bello                | 1842–1929 | 1907–1929  |        |
|         | D. Manuel Gonçalves Cerejeira          | 1888–1977 | 1929–1971  |        |
|         | D. António Ribeiro                     | 1928–1998 | 1971–1998  |        |
|         | D. José Policarpo                      | 1936–2014 | 1998–2013  |        |

## Outros
A exceção é para os primeiros cardeais-patriarcas, que se encontram sepultados em várias outras igrejas. Com efeito, o primeiro cardeal-patriarca de Lisboa, D. Tomás de Almeida (1740-1754), encontra-se sepultado na Igreja de São Roque, em Lisboa. D. José Manuel da Câmara (1754-1758) encontra-se na Igreja Matriz de Nossa Senhora da Assunção da Atalaia, em Vila Nova da Barquinha. D. Francisco de Saldanha da Gama (1759-1776) e D. Fernando de Sousa e Silva (1779-1786) encontram-se sepultados na Igreja do Mosteiro dos Jerónimos. D. José Francisco de Mendonça (1788-1808) encontra-se sepultado na Igreja da Graça, também em Lisboa.

### Igreja de São Roque
| Retrato | Cardeal-Patriarca   | Vida      | Episcopado | Túmulo |
| ------- | ------------------- | --------- | ---------- | ------ |
|         | D. Tomás de Almeida | 1670–1754 | 1740–1754  |        |

### Igreja Matriz de Nossa Senhora da Assunção da Atalaia
| Retrato | Cardeal-Patriarca        | Vida      | Episcopado | Túmulo |
| ------- | ------------------------ | --------- | ---------- | ------ |
|         | D. José Manuel da Câmara | 1686–1758 | 1754–1758  |        |

### Mosteiro dos Jerónimos
| Retrato | Cardeal-Patriarca                | Vida      | Episcopado | Túmulo |
| ------- | -------------------------------- | --------- | ---------- | ------ |
|         | D. Francisco de Saldanha da Gama | 1723–1776 | 1759–1776  |        |
|         | D. Fernando de Sousa e Silva     | 1712–1786 | 1779–1786  |        |

### Igreja da Graça
| Retrato | Cardeal-Patriarca             | Vida      | Episcopado | Túmulo |
| ------- | ----------------------------- | --------- | ---------- | ------ |
|         | D. José Francisco de Mendonça | 1725–1808 | 1788–1808  |        |